# Lorenzo Tehau
Lorenzo Tehau (Taiti, 10 de abril de 1989), é um futebolista taitiano que atua como meia. Atualmente, joga pelo AS Tefana e defende a Seleção Taitiana de Futebol.
Representou seu país na Campeonato Mundial de Futebol Sub-20 de 2009. Foi o artilheiro do Taiti na Copa das Nações da OFC de 2012, marcando cinco gols.

## Gols internacionais
| # | Data                   | Estádio                                      | Oponente       | Gol  | Placar |
| - | ---------------------- | -------------------------------------------- | -------------- | ---- | ------ |
| 1 | 26 de setembro de 2010 | Stade Henri-Longuet, Viry-Châtillon, Essonne | Guadalupe      | 1–0  | 1–1    |
| 2 | 9 de setembro de 2011  | Stade Boewa, Boulari Bay                     | Fiji           | 2–1  | 2–1    |
| 3 | 1 de junho de 2012     | Lawson Tama Stadium, Honiara, Ilhas Salomão  | Samoa          | 1–0  | 10–1   |
| 4 | 1 de junho de 2012     | Lawson Tama Stadium, Honiara, Ilhas Salomão  | Samoa          | 8–1  | 10–1   |
| 5 | 1 de junho de 2012     | Lawson Tama Stadium, Honiara, Ilhas Salomão  | Samoa          | 9–1  | 10–1   |
| 6 | 1 de junho de 2012     | Lawson Tama Stadium, Honiara, Ilhas Salomão  | Samoa          | 10–1 | 10–1   |
| 7 | 3 de junho de 2012     | Lawson Tama Stadium, Honiara, Ilhas Salomão  | Nova Caledônia | 3–0  | 4–3    |

## Títulos
AS Tefana
- Campeonato Taitiano de Futebol (2): 2010, 2011
- Copa do Taiti (2): 2010, 2011

Seleção do Taiti
- Copa das Nações da OFC (1): 2012